# Guraleus cuspis
Guraleus cuspis é uma espécie de gastrópode do gênero Guraleus, pertencente a família Mangeliidae.